# Politehnica (metropolitana di Bucarest)
Politehnica è una stazione della linea M3 della metropolitana di Bucarest.
È una delle tre stazioni situate vicino al campus della Universitatea Politehnica București (le altre sono Grozăveşti e Petrache Poenaru). La stazione è stata inaugurata il 19 agosto 1983 nell'ambito del prolungamento da Eroilor a Preciziei.
La stazione serve anche la Facoltà di giornalismo dell'Università di Bucarest e il suo campus, la fabbrica tessile Apaca e la sede di Vodafone Romania.
La stazione è poco trafficata poiché non ci sono quartieri residenziali nelle vicinanze, e l'area circostante è estremamente ben servita da autobus e filobus della STB, che servono percorsi più utili della metropolitana mentre alcuni studenti della Università Politecnica usano la più comoda stazione di Grozăveşti.

## Descrizione
La stazione è costruita attorno a un'ampia piattaforma centrale, con uscite ad entrambe le estremità della stazione. Il pavimento è in granito nero e marmo con resti fossili di rudiste incastonati, presenta pareti bianche e soffitto bianco sostenuto da due file di colonne tonde e spesse rivestite di marmo bianco.